# Maruego
Maruego, de son vrai nom Oussama Laanbi, né le 18 mai 1992 à Berrechid, est un rappeur et chanteur maroco-italien,.

## Biographie
Né en 1992 au Maroc à Berrechid, ayant grandi à Milan en Italie, le rappeur marocain en 2013 est repéré sur le web par le rappeur et producteur Gué Pequeno, par le biais de sa chanson auto-produite appelée « Criminale  ».
En 2014, Maruego fait ses débuts officiels dans la scène musicale italienne en publiant l'EP Che ne sai, entièrement produit par les 2nd Roof. Il surprant le public grâce à un style frais et innovant, avec le mélange des genres de rap européens et américains, absorbant l'influence du Raï: un important style musical arabe.
Son morceau « Cioccolata » devient immédiatement virale, avec la participation de Caneda, l'EP bénéficie également de la collaboration d'autres noms  de la scène rap italien: Gué Pequeno, dans la chanson Nuova ex, et Tormento dans Che ne sai.
Fin 2014, il sort la chanson "Osama", de nouveau produite par les 2nd Roof et est 2015 dans le remix de "Zarro!" des Club Dogo, parue dans l'édition deluxe de Non siamo più quelli di Mi Fist, et en l'album solo de Don Joe, Ora o mai più, avec la chanson intitulée Tutto apposto.
En mai 2015, Maruego signe un contrat avec le label italien Carosello Records, et publie la vidéo de la chanson Sulla stessa barca qui, en moins d'une semaine, atteint plus de cent mille vues. En Juillet 2015, il publie l'album MIT et l'année suivante, il collabore avec Emis Killa dans la chanson Buonanotte dans l'album Terza stagione de ce dernier.
Le 28 mars 2021, sort "Vllakho" de Daxter avec un couplet de son intérieur qui anticipe de quelques mois son album entièrement solo.
Le 16 juillet 2021, il publie 92, produit presque entièrement par SlemBeatz. Prévu par les singles "Terra bruciata" et "Moneygram", l'album a été annoncé le 12 juillet avec un post sur Instagram avec la tracklist.
Le 18 août 2021, sort "Fuck Pure Te RMX" de Young Riich qui voit sa collaboration. Le morceau montre parfaitement le talent de Maruego sur le Trap.
Le 16 septembre 2022 il publie La Crème Freestyle #1 qui anticipe le nouvel album et qui à travers le hashtag 1 laisse présager une suite freestyle à venir.

## Discographie

### Albums Solo
- 2014 – Che ne sai
- 2015 – MITB
- 2017 –  Tra Zenith e Nadir